# Johannes Hansen (kirkeminister)
 Der er flere personer med dette navn, se Johannes Hansen.
Johannes Theodor Christoffer Hansen (24. november 1881 i København – 1. august 1953 smst) var en dansk politiker (Socialdemokraterne) og minister.
Johannes Th. C. Hansen var født i København og søn af havnearbejder Ole Hansen og hustru Anna, f. Petersen. 1906-1935 fungerede han som lærer i Brande.
Han var Kirkeminister i Ministeriet Thorvald Stauning II i perioden fra 4. november 1935 til 8. juli 1940. Under besættelsen arbejdede han som partisekretær for Socialdemokratiet.

## Ekstern henvisning
- Kirkeministeriet hjemmeside Arkiveret 14. december 2007 hos  Wayback Machine